# Parklife (canção)
"Parklife" é uma canção escrita por Damon Albarn, Graham Coxon, Alex James e Dave Rowntree, gravada pela banda Blur.
É o terceiro single do terceiro álbum de estúdio lançado a 25 de Abril de 1994, Parklife.

## Prémios
A música venceu dois Brit Awards, um na categoria "Best British Single" e outro em "Best Video", em 1995.